# (4230) van den Bergh
(4230) van den Bergh est un astéroïde de la ceinture principale.

## Description
(4230) van den Bergh est un astéroïde de la ceinture principale. Il fut découvert par Cornelis Johannes van Houten, Ingrid van Houten-Groeneveld et Tom Gehrels le 19 septembre 1973 à l'observatoire Palomar. Il présente une orbite caractérisée par un demi-grand axe de 3,94 UA, une excentricité de 0,132 et une inclinaison de 3,09° par rapport à l'écliptique.
Il fut nommé en hommage à Sidney van den Bergh (né en 1929), astronome canadien né néerlandais.

## Compléments